# خژانستوویتسه (استان اوپوله)
خژانستوویتسه (به لهستانی:  Chrząstowice) یک روستا در لهستان است که در گمینا خژانستوویتسه واقع شده‌است. خژانستوویتسه ۱٬۲۰۰ نفر جمعیت دارد.